# Arpád Račko
Arpád Račko (ur. 17 lipca 1930 w Szolnoku, zm. 2 stycznia 2015 w Koszycach) – słowacki rzeźbiarz akademicki, który mieszkał i pracował w Koszycach.

## Życiorys
Arpád Račko urodził się w Szolnoku, na Węgrzech, lecz szkołę średnią ukończył w Koszycach, a studiował na Akademii Sztuk Pięknych w Pradze w pracowni profesora Jana Lauda. Jego nauczycielami byli także Július Bukovinský, Ľudovít Feld i Ján Mathé. Po ukończeniu studiów pozostał jeszcze rok na Akademii Sztuk Pięknych, po czym wrócił na Słowację do Koszyc. Od 1960 do 1967 był członkiem grupy rzeźbiarskiej „Život”. Był również członkiem i przewodniczącym kilku towarzystw artystycznych. W 1980 otrzymał tytuł zasłużonego artysty (zaslúžilý umelec), a w 1988 tytuł artysty narodowego (národný umelec).
W jego twórczości dominowało rzeźbiarstwo, głównie w stylu realistycznym i abstrakcyjnym, ale poświęcał się też malarstwu, zwłaszcza portretowemu. Stworzył kilkadziesiąt rzeźb indywidualnych i grupowych, a także portretów i płaskorzeźb. Do jego najbardziej znanych i jednych z najwcześniejszych dzieł należy rzeźba przedstawiająca maratończyka z 1959. W 2002 zakończył prace nad pomnikiem z brązu przedstawiającym herb Koszyc, stworzonym z okazji 500-lecia nadania herbu dla miasta.
We wrześniu 2012 słowacki prezydent Ivan Gašparovič wygłosił przemówienie na forum Rady Praw Człowieka ONZ w Genewie. Po przemówieniu przekazał w imieniu Słowacji darowiznę na rzecz ONZ w postaci rzeźby zatytułowanej „Muzyka i poezja” autorstwa Arpáda Rački.

## Galeria

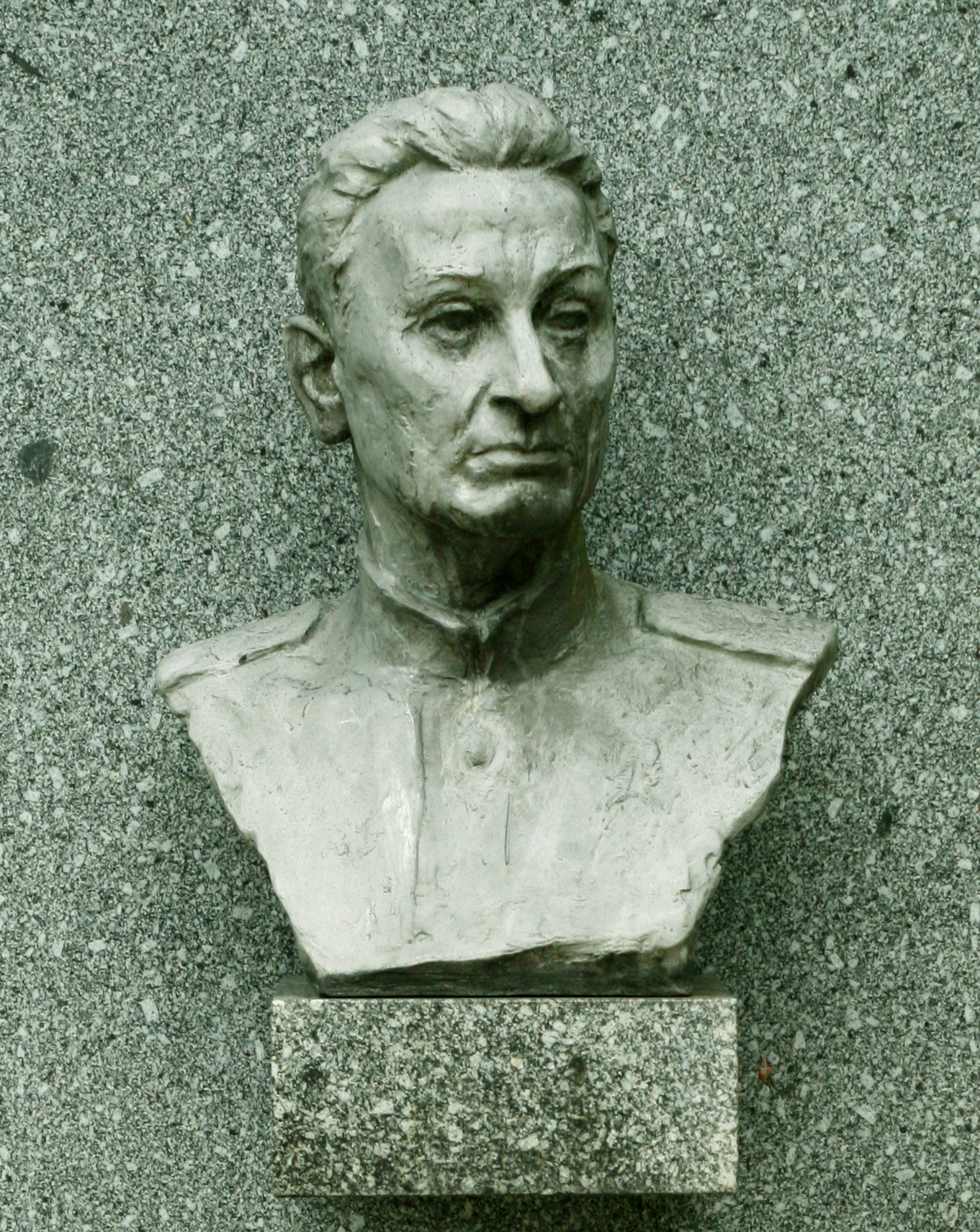
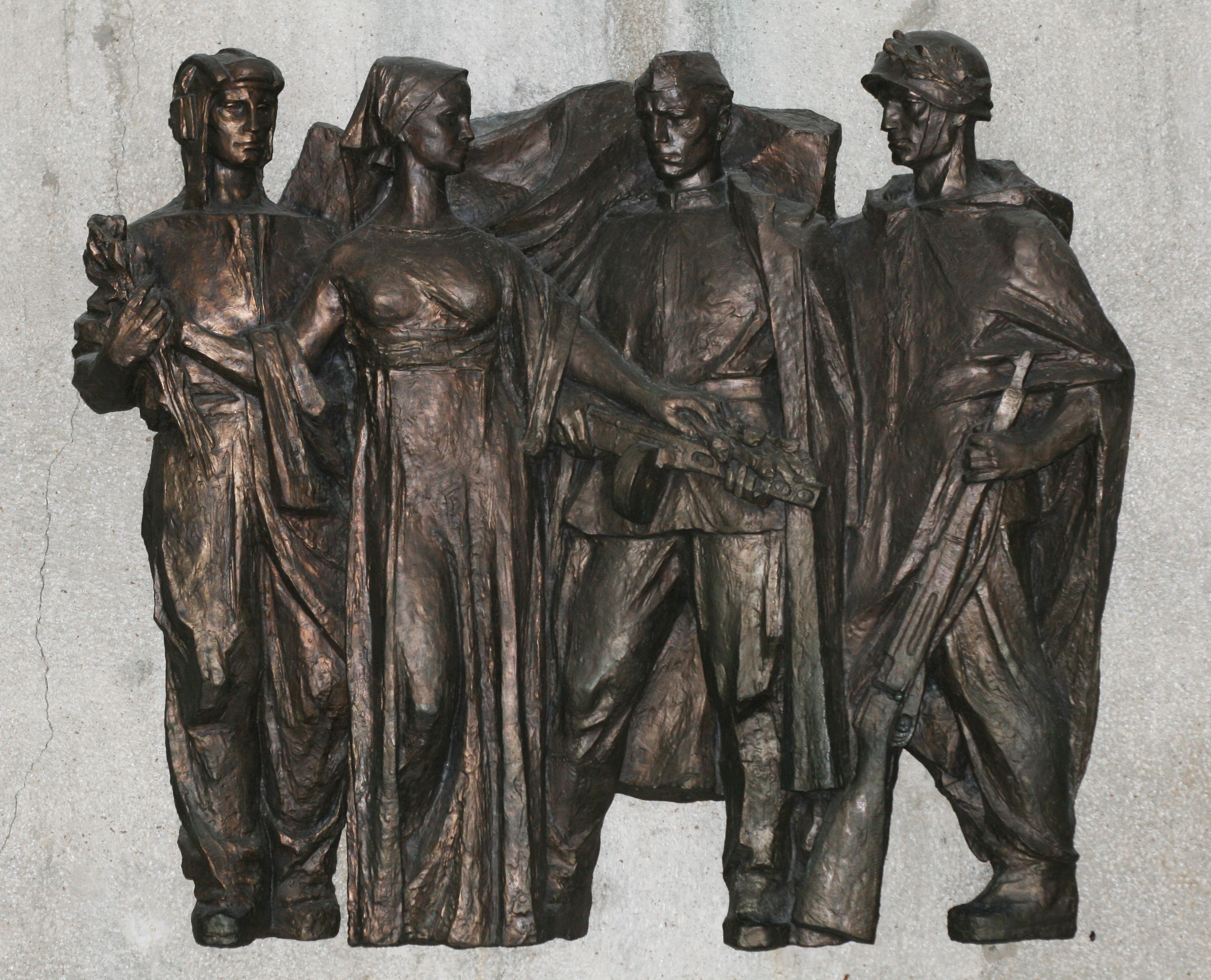
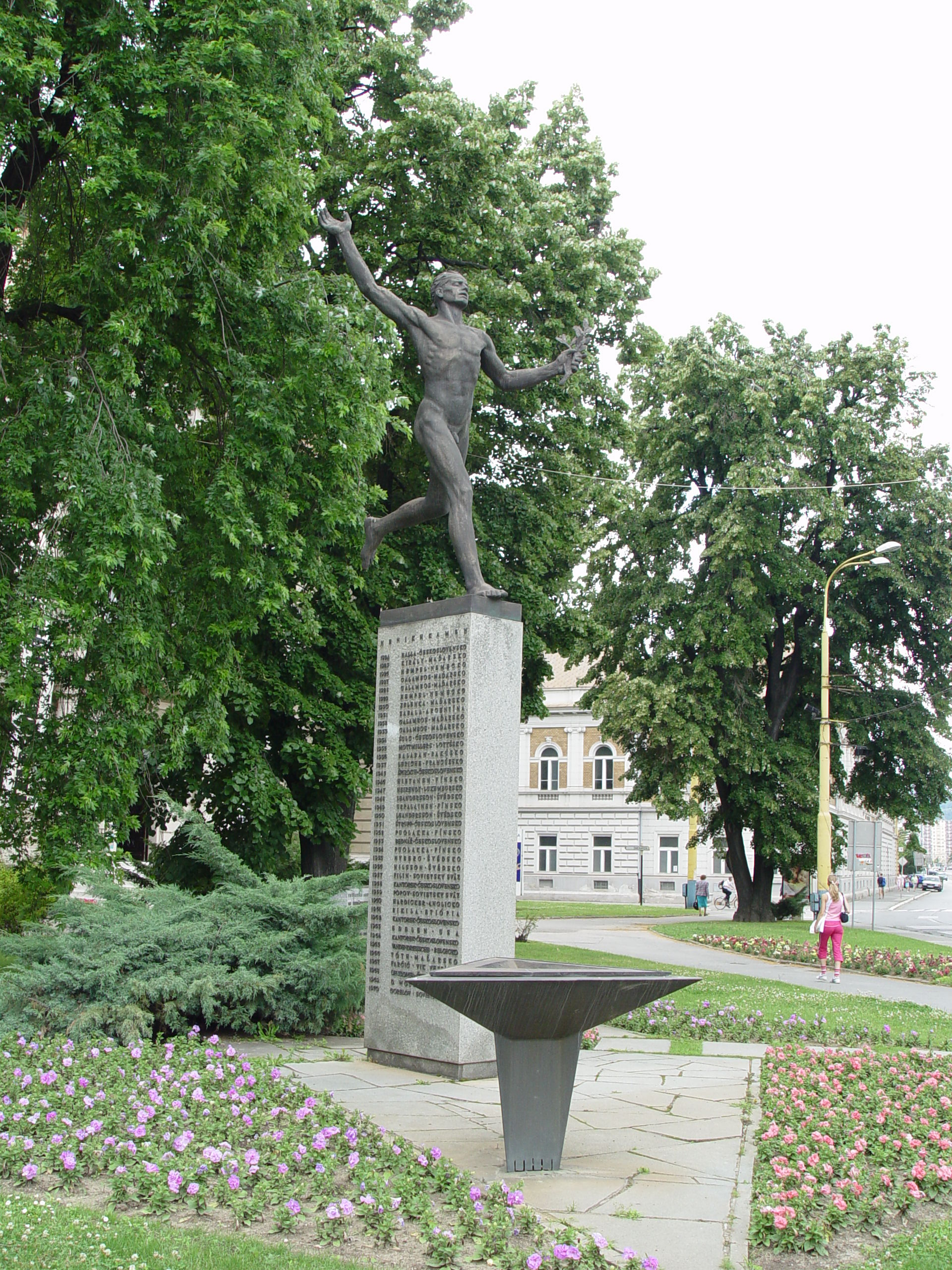
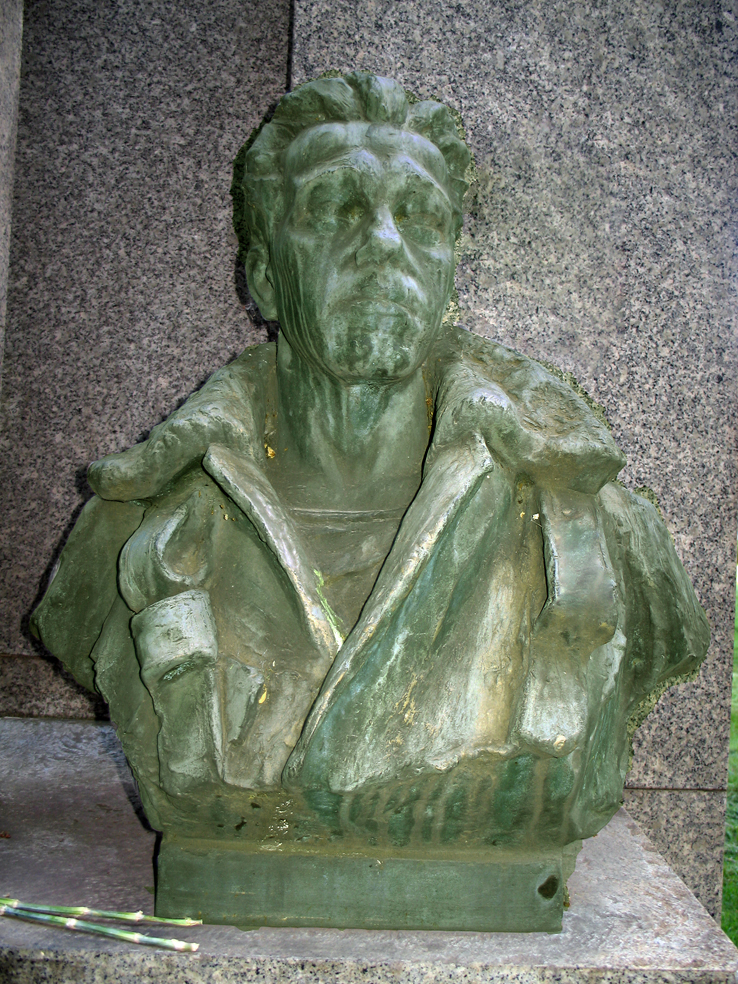
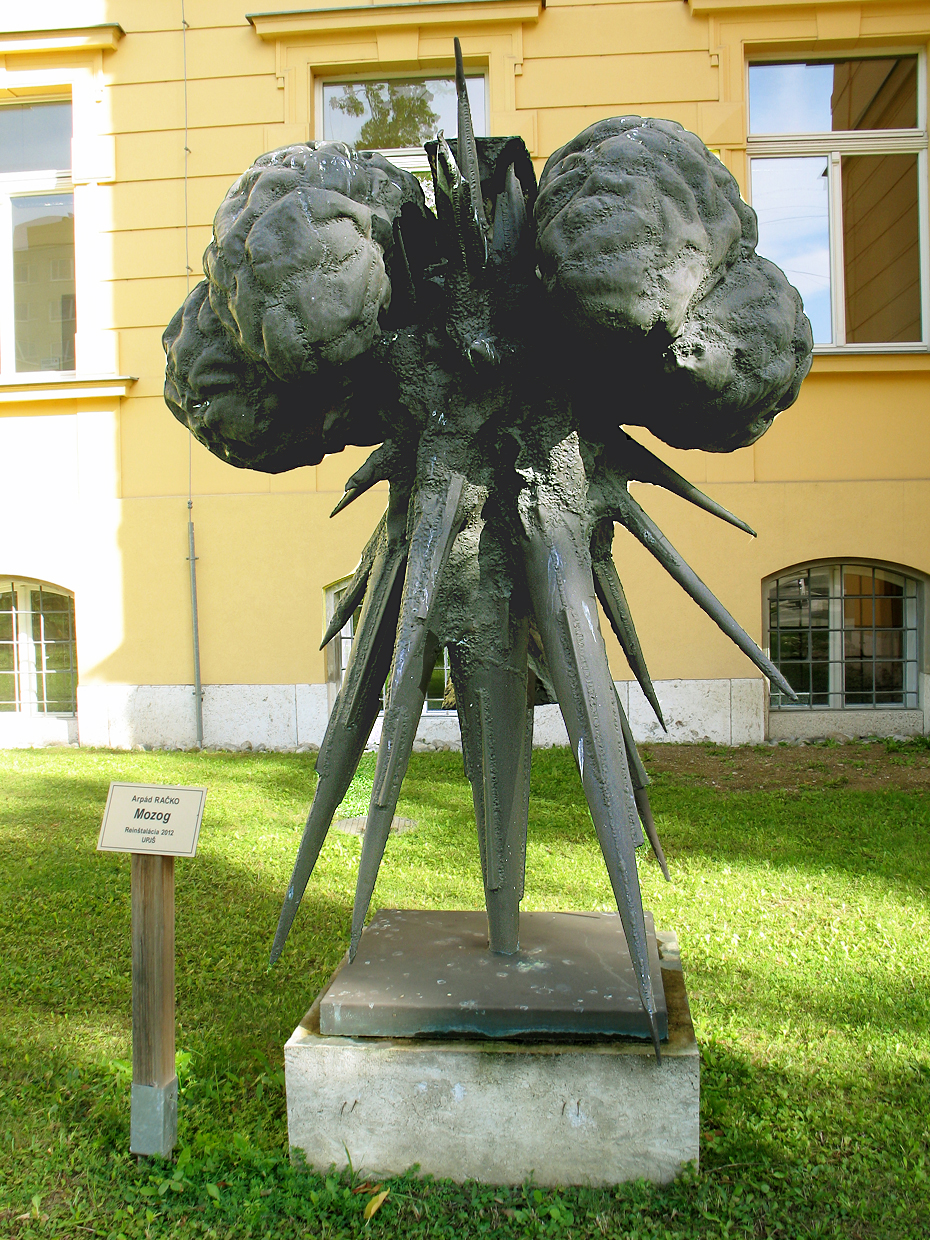
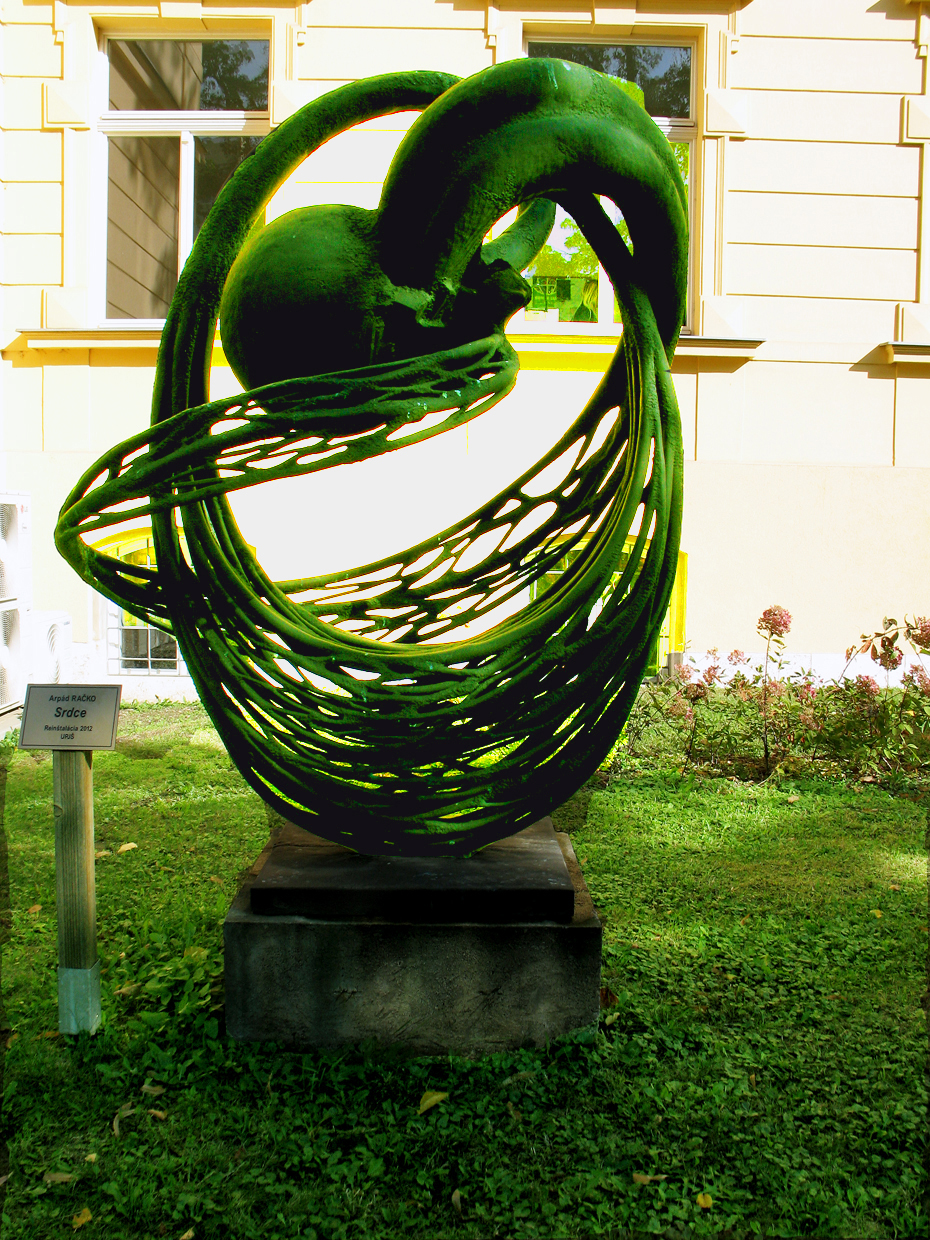
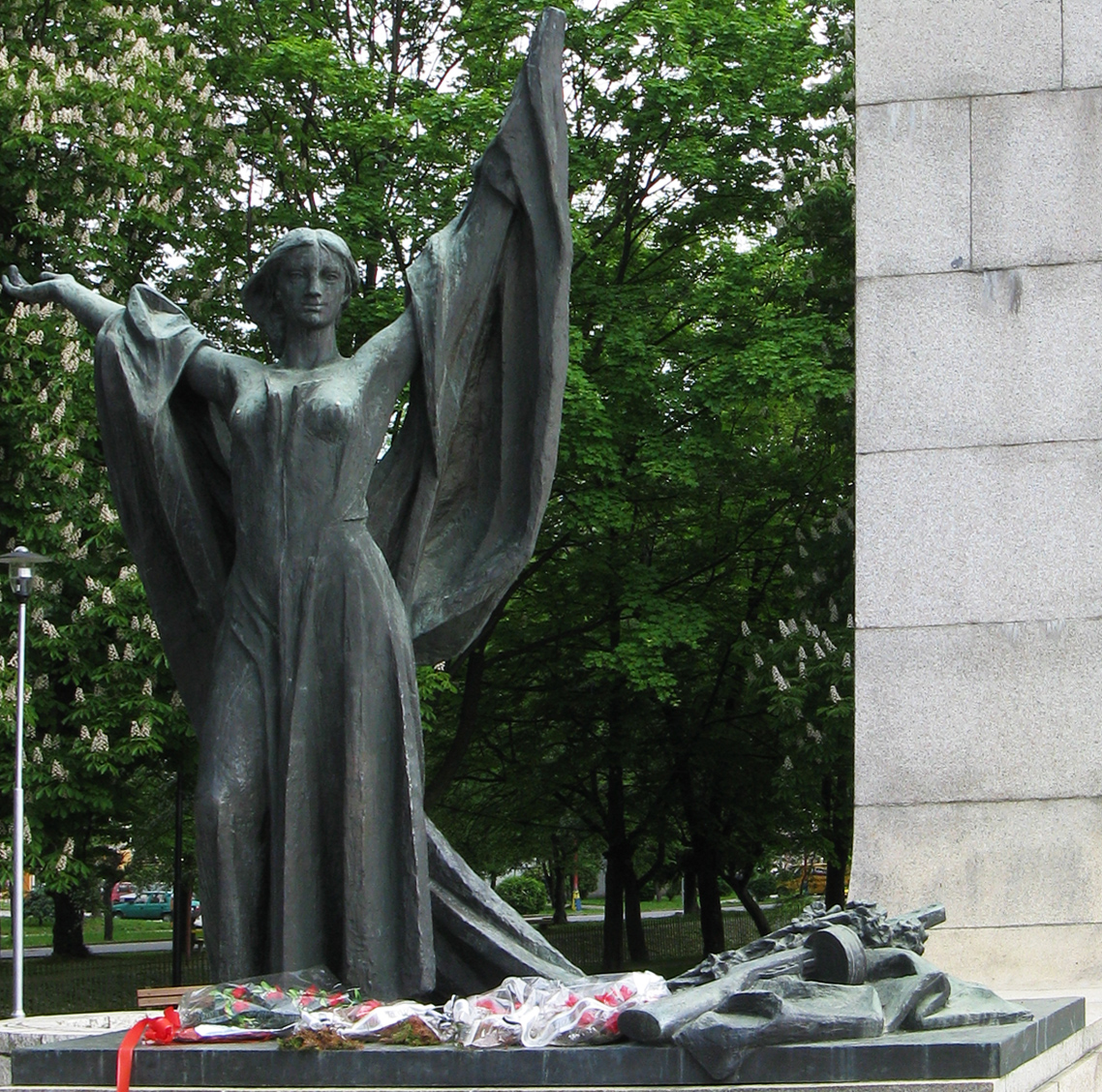